# 화이트 고릴라
화이트 고릴라(영어: Snowflake, the White Gorilla, 카탈루냐어: Floquet de Neu, 스페인어: Copito de nieve)는 2011년 공개된 스페인의 애니메이션 영화로, 바르셀로나 동물원에 있던 코피토 데 니에베(일명 '눈송이')를 소재로 한다.
이 영화는 스페인어 버전과 영어 더빙 버전으로 나뉘는데, 스페인어 버전에서는 눈송이가 수컷 고릴라로, 영어 더빙 버전에서는 암컷 고릴라로 설정되어 있다. 특히 미국 개봉 버전에서는 유명 배우들이 더빙에 참여했다. 영화 음악은 자카리아스 M.과 데 라 리바가 담당했으며, 미국 버전에는 추가로 두 곡이 삽입되었다.
한편, 이 영화는 인종차별적인 고정관념을 보여준다는 비판을 받기도 했다. 눈송이가 다른 고릴라들에게 받아들여지기 위해 진흙을 묻혀 검게 보이려 하는 장면이나, 영어 더빙에서 백인 여배우가 눈송이를 연기하고 흑인 남배우가 다른 고릴라를 연기한 점 등이 인종과 성별에 대한 차별적인 메시지를 강화한다는 지적이다. 영화에 대한 평가는 엇갈렸는데, 일부 평론가들은 어린이를 위한 단순하고 즐거운 이야기라고 평가한 반면, 어설픈 특수효과나 유치한 대사 등 완성도가 떨어진다는 비판도 있었다.

## 줄거리
2011년에 제작된 스페인 실사/애니메이션 영화인 "화이트 고릴라"는 세상에 단 하나뿐인 흰 고릴라 눈송이의 어린 시절을 배경으로 한다. 1966년, 동물원의 인기 스타인 눈송이는 다른 고릴라들과 다르다는 생각에 괴로워한다. 엉뚱한 레서판다 에일러의 도움을 받아 동물원을 탈출, 도시로 모험을 떠나 마녀를 찾아 자신이 평범한 고릴라가 될 수 있는 방법을 찾고자 한다. 눈송이는 과연 그토록 원하던 치료법을 찾을 수 있을지, 아니면 남들과 다르다는 것 이상의 가치를 깨닫게 될지 질문을 던진다.

## 배역

### 한국판 성우진
- 전진아 - 스노우
- 박지윤 - 폴라 / 키도
- 위훈 - 루크
- 유해무 - 샘
- 이미연 - 도도
- 홍진욱 - 론
- 김옥경 - 폴라 엄마